# Équipe du Burkina Faso de football à la Coupe d'Afrique des nations 2021
L’équipe du Burkina Faso de football participe à la Coupe d'Afrique des nations 2021 organisée au Cameroun du 9 janvier au 6 février 2022. Il s'agit de la 12e participation des Etalons, entraînés par Kamou Malo. Ils terminent quatrièmes de la compétition, après avoir perdu contre le Sénégal en demi-finale (1-3) puis contre le pays-hôte dans la petite finale.

## Qualifications
Le Burkina Faso se qualifie en prenant la première place du groupe B de qualification.
| Rang | Équipe        | Pts | J | G | N | P | Bp | Bc | Diff |  | Résultats (▼ dom., ► ext.) |     |     |     |     |
| ---- | ------------- | --- | - | - | - | - | -- | -- | ---- |  | -------------------------- | --- | --- | --- | --- |
| 1    | Burkina Faso  | 12  | 6 | 3 | 3 | 0 | 6  | 2  | +4   |  | Burkina Faso               |     | 3-1 | 0-0 | 1-0 |
| 2    | Malawi        | 10  | 6 | 3 | 1 | 2 | 4  | 5  | -1   |  | Malawi                     | 0-0 |     | 1-0 | 1-0 |
| 3    | Ouganda       | 8   | 6 | 2 | 2 | 2 | 3  | 2  | +1   |  | Ouganda                    | 0-0 | 2-0 |     | 1-0 |
| 4    | Soudan du Sud | 3   | 6 | 1 | 0 | 5 | 2  | 6  | -4   |  | Soudan du Sud              | 1-2 | 0-1 | 1-0 |     |

| 1re journée                | Burkina Faso | 0 - 0 | Ouganda |                              |                              |
| 13 novembre 2019 19h00 UTC |              | (0-0) |         | Stade du 4-Août, Ouagadougou | Stade du 4-Août, Ouagadougou |

| 2e journée                   | Soudan du Sud | 1 - 2   | Burkina Faso  |                                      |                                      |
| 17 novembre 2019 13h00 UTC+2 | Pawaar 90e    | (0 - 2) | 20e 40e Bancé | Stade de Khartoum, Khartoum (Soudan) | Stade de Khartoum, Khartoum (Soudan) |

| 3e journée       | Burkina Faso                | 3 - 1   | Malawi           |                              |                              |
| 12 novembre 2020 | L. Traoré 2e 25e · Dabo 90e | (2 - 0) | 81e (pen.) Phiri | Stade du 4-Août, Ouagadougou | Stade du 4-Août, Ouagadougou |

| 4e journée       | Malawi | 0 - 0   | Burkina Faso |                          |                          |
| 16 novembre 2020 |        | (0 - 0) |              | Kamuzu Stadium, Blantyre | Kamuzu Stadium, Blantyre |

| 5e journée   | Ouganda | 0 - 0   | Burkina Faso |                                                              |                                                              |
| 24 mars 2021 |         | (0 - 0) |              | Mandela National Stadium, Kampala Arbitrage : Bakary Gassama | Mandela National Stadium, Kampala Arbitrage : Bakary Gassama |

| 6e journée   | Burkina Faso | 1 - 0   | Soudan du Sud |                                                        |                                                        |
| 29 mars 2021 | B.Traoré 50e | (0 - 0) |               | Stade du 4-Août, Ouagadougou Arbitrage : George Rogers | Stade du 4-Août, Ouagadougou Arbitrage : George Rogers |

### Statistiques

#### Buteurs
| Buts | Joueurs                        |
| ---- | ------------------------------ |
| 2    | Aristide Bancé, Lassina Traoré |
| 1    | Bryan Dabo, Bertrand Traoré    |

## Préparation
L'équipe du Burkina effectue un stage de préparation aux Émirats arabes unis où ils disputent deux matchs amicaux. Après un nul contre la Mauritanie (0-0), ils s'imposent largement face au Gabon (3-0).
| Match amical     | Mauritanie | 0 - 0   | Burkina Faso |                            |                            |
| 30 décembre 2021 |            | (0 - 0) |              | Stade Al-Nahyan, Abou Dabi | Stade Al-Nahyan, Abou Dabi |

| Match amical   | Gabon | 0 - 3   | Burkina Faso                                |                           |                           |
| 2 janvier 2022 |       | (0 - 1) | 30e Kaboré · 54e Sangaré · 60e Da. Ouattara | The Sevens Stadium, Dubaï | The Sevens Stadium, Dubaï |

## Compétition

### Tirage au sort
Le tirage au sort de la CAN 2021 est effectué le 17 août 2021 à Yaoundé. Le Burkina Faso, 62e nation au classement FIFA, est placé dans le chapeau 2. Le tirage place les Étalons dans le groupe A, avec le Cameroun (chapeau 1 en tant que pays-hôte, 54e au classement FIFA), le Cap-Vert (chapeau 3, 77e)  et l'Éthiopie (chapeau 4, 137e).

### Effectif
Kamou Malo a retenu 28 joueurs pour la compétition.

### Premier tour
Le Burkina Faso s'incline face au Cameroun lors du match d'ouverture (2-1).
| Rang | Équipe       | Pts | J | G | N | P | Bp | Bc | Diff |  | Résultats (▼ dom., ► ext.) |  |     |     |     |
| ---- | ------------ | --- | - | - | - | - | -- | -- | ---- |  | -------------------------- |  | --- | --- | --- |
| 1    | Cameroun     | 7   | 3 | 2 | 1 | 0 | 7  | 3  | +4   |  | Cameroun                   |  | 2-1 | 1-1 | 4-1 |
| 2    | Burkina Faso | 4   | 3 | 1 | 1 | 1 | 3  | 3  | 0    |  | Burkina Faso               |  |     | 1-0 | 1-1 |
| 3    | Cap-Vert     | 4   | 3 | 1 | 1 | 1 | 2  | 2  | 0    |  | Cap-Vert                   |  |     |     | 1-0 |
| 4    | Éthiopie     | 1   | 3 | 0 | 1 | 2 | 2  | 6  | -4   |  | Éthiopie                   |  |     |     |     |

     Équipe qualifiée ou victorieuse; Pts = points; J = joués; G = gagnés; N = nuls; P = perdus;
Bp = buts pour; Bc = buts contre; Diff = différence de buts
| 9 janvier 2022 | Cameroun                          | 2 - 1   | Burkina Faso       | Stade de football d'Olembe, Yaoundé |                              |
| 17h00 WAT      | Aboubakar 40e (pen.) 45+3e (pen.) | (2-1)   | 24e Sangaré        | Arbitrage : Mustapha Ghorbal        | Arbitrage : Mustapha Ghorbal |
| 17h00 WAT      | Onguéné 42e                       | Rapport | 1e Yago · 32e Malo | Arbitrage : Mustapha Ghorbal        | Arbitrage : Mustapha Ghorbal |

| 13 janvier 2022 | Cap-Vert     | 0 - 1   | Burkina Faso | Stade de football d'Olembe, Yaoundé |                       |
| 20h00 WAT       |              | (0 - 1) | 39e Bandé    | Arbitrage : Amin Omar               | Arbitrage : Amin Omar |
| 20h00 WAT       | Fortes 90+2e | Rapport | 83e B. Touré | Arbitrage : Amin Omar               | Arbitrage : Amin Omar |

| Match 26                  | Burkina Faso | 1 - 1   | Éthiopie                  | Stade omnisports de Bafoussam, Bafoussam                           |                                                                    |
| 17 janvier 2022 17h00 WAT | Bayala 24e   | (1 - 0) | 52e (pen.) Kebede         | Arbitrage : Ahmad Imtehaz Heeralall Arbitre vidéo : Mahmoud Ashour | Arbitrage : Ahmad Imtehaz Heeralall Arbitre vidéo : Mahmoud Ashour |
| 17 janvier 2022 17h00 WAT |              | Rapport | 36e Endashaw · 74e Kebede | Arbitrage : Ahmad Imtehaz Heeralall Arbitre vidéo : Mahmoud Ashour | Arbitrage : Ahmad Imtehaz Heeralall Arbitre vidéo : Mahmoud Ashour |

### Huitièmes de finale
En huitième de finale, le Burkina Faso affronte le Gabon, 2e du groupe C. Bertrand Traoré rate un pénalty à la 17e minute mais se rattrape une dizaine de minutes plus tard en ouvrant le score (28e). Réduits à dix après l'expulsion de Sidney Obissa (67e), les Panthères arrivent pourtant à arracher l'égalisation dans le temps additionnel, sur une tête de Bruno Ecuele Manga déviée contre son camp par Adama Guira (90+1). Le Burkina Faso s'impose finalement après une longue séance de tirs au but (7-6).
| 23 janvier 2022 | Burkina Faso                                                                                    | 1 - 1                 | Gabon | Stade de Limbé, Limbé                                  |                                                        |
| 17h00 WAT       | B. Traoré 28e                                                                                   | (1 - 0, 1 - 1, 1 - 1) | 90+1e (csc) Guira | Arbitrage : Redouane Jiyed Arbitre vidéo : Adil Zourak | Arbitrage : Redouane Jiyed Arbitre vidéo : Adil Zourak |
| 17h00 WAT       | Guira 9e · Touré 22e · Kaboré 70e · Simporé 88e · Konaté 90e · A. Tapsoba 102e                  | Rapport               | 7e Allevinah · 16e, 67e Obissa · 18e Boupendza · 58e Poko · 67e Ecuele Manga · 68e Bouanga · 103e Mfa Mezui · Amonome · | Arbitrage : Redouane Jiyed Arbitre vidéo : Adil Zourak | Arbitrage : Redouane Jiyed Arbitre vidéo : Adil Zourak |
| 17h00 WAT       | Kaboré · S. Ouattara · E. Tapsoba · Simporé · Yago · Guira · Konaté · A. Tapsoba · I. Ouédraogo | Tirs au but 7 - 6     | Bouanga · Méyé · Boupendza · Kanga · Poko · Ecuele Manga · Ameka · N'Gakoutou · Palun                                   | Arbitrage : Redouane Jiyed Arbitre vidéo : Adil Zourak | Arbitrage : Redouane Jiyed Arbitre vidéo : Adil Zourak |

### Quarts de finale
En quart de finale, les Étalons battent la Tunisie, sur un but de Dango Ouattara, expulsé en fin de match.
| Match 46                  | Burkina Faso | 1 - 0   | Tunisie | Stade Roumdé Adjia, Garoua                              |                                                         |
| 29 janvier 2022 20h00 WAT | Da. Ouattara 45+3e | (1 - 0) | | Arbitrage : Joshua Bondo Arbitre vidéo : Redouane Jiyed | Arbitrage : Joshua Bondo Arbitre vidéo : Redouane Jiyed |
| 29 janvier 2022 20h00 WAT | Koffi 44e · E. Tapsoba 67e · Bayala 80e · Da. Ouattara 83e · Bandé 88e                                                    | Rapport | 47e Laïdouni · | Arbitrage : Joshua Bondo Arbitre vidéo : Redouane Jiyed | Arbitrage : Joshua Bondo Arbitre vidéo : Redouane Jiyed |
| 29 janvier 2022 20h00 WAT | Koffi - Yago, E. Tapsoba, S. Ouattara, Kaboré - Touré, Guira - Da. Ouattara, Bayala, Sangaré, , Dj. Ouattara (Konaté 72e) | Équipes | Ben Saïd - Haddadi (Maaloul 46e), Ifa, Bronn, Dräger - Laïdouni, Skhiri (Rafia 84e), Ben Slimane (Sliti 46e) - Msakni , Jaziri (Jebali 75e), Khazri | Arbitrage : Joshua Bondo Arbitre vidéo : Redouane Jiyed | Arbitrage : Joshua Bondo Arbitre vidéo : Redouane Jiyed |

### Demi-finale
| Match 49                 | Burkina Faso | 1 - 3   | Sénégal | Stade Ahmadou-Ahidjo, Yaoundé                                    |                                                                  |
| 2 février 2022 20h00 WAT | Touré 82e | (0 - 0) | 70e Diallo · 76e Gueye · 87e Mané | Arbitrage : Bamlak Tessema Weyesa Arbitre vidéo : Redouane Jiyed | Arbitrage : Bamlak Tessema Weyesa Arbitre vidéo : Redouane Jiyed |
| 2 février 2022 20h00 WAT | Guira 28e · E. Tapsoba 45+7e | Rapport | 50e B. Sarr · 90+3e P.A. Cissé · | Arbitrage : Bamlak Tessema Weyesa Arbitre vidéo : Redouane Jiyed | Arbitrage : Bamlak Tessema Weyesa Arbitre vidéo : Redouane Jiyed |
| 2 février 2022 20h00 WAT | Koffi (F. Ouédraogo 36e) - Yago, E. Tapsoba, Dayo, Kaboré - Touré, Guira (Dj. Ouattara 81e), Sangaré - Bayala (Sanogo 60e), B. Traoré , Bandé (A. Tapsoba 81e) | Équipes | É. Mendy - S. Ciss, A. Diallo, Koulibaly , B. Sarr - N. Mendy (P.A. Cissé 90e), Kouyaté (P. Gueye 65e) - Mané, I. Gueye, Dieng (P. Sarr 78e) - Diédhiou (I. Sarr 65e) | Arbitrage : Bamlak Tessema Weyesa Arbitre vidéo : Redouane Jiyed | Arbitrage : Bamlak Tessema Weyesa Arbitre vidéo : Redouane Jiyed |

### Petite finale
| Match 51                 | Burkina Faso | 3 - 3           | Cameroun | Stade Ahmadou-Ahidjo, Yaoundé                             |                                                           |
| 5 février 2022 20h00 WAT | Yago 24e · A. Onana 43e (csc) · Dj. Ouattara 49e | (2 - 0)         | 71e Bahoken · 85e 87e Aboubakar | Arbitrage : Redouane Jiyed Arbitre vidéo : Haythem Guirat | Arbitrage : Redouane Jiyed Arbitre vidéo : Haythem Guirat |
| 5 février 2022 20h00 WAT | A. Tapsoba 52e · I. Ouédraogo 68e · E. Tapsoba 73e | Rapport         | 48e Bahoken · 68e Toko-Ekambi · | Arbitrage : Redouane Jiyed Arbitre vidéo : Haythem Guirat | Arbitrage : Redouane Jiyed Arbitre vidéo : Haythem Guirat |
| 5 février 2022 20h00 WAT | Kaboré · S. Ouattara · Touré · Yago | Tirs au but 3-5 | Aboubakar · Ngamaleu · Toko-Ekambi · Kunde · Oyongo ·                                                                                                | Arbitrage : Redouane Jiyed Arbitre vidéo : Haythem Guirat | Arbitrage : Redouane Jiyed Arbitre vidéo : Haythem Guirat |
| 5 février 2022 20h00 WAT | F. Ouédraogo (Sawadogo 90e) - Yago, E. Tapsoba, S. Ouattara, Kaboré - I. Ouédraogo, Touré - A. Tapsoba (E. Traoré 87e), Sangaré, B. Traoré (Bandé 87e) - Dj. Ouattara (Konaté 90e) | Équipes         | A. Onana - Oyongo , Moukoudi, Onguéné, Mbaizo - Gouet (Aboubakar 46e), J. Onana - Ganago (Ngamaleu 46e), Kunde, Bassogog (Toko-Ekambi 54e) - Bahoken | Arbitrage : Redouane Jiyed Arbitre vidéo : Haythem Guirat | Arbitrage : Redouane Jiyed Arbitre vidéo : Haythem Guirat |

### Statistiques

#### Buteurs
| Buts | Joueurs          | Adversaires  |
| ---- | ---------------- | ------------ |
| 1    | Hassane Bandé    | Cap-Vert (1) |
| 1    | Cyrille Bayala   | Éthiopie (1) |
| 1    | Dango Ouattara   | Tunisie (1)  |
| 1    | Djibril Ouattara | Cameroun (1) |
| 1    | Gustavo Sangaré  | Cameroun (1) |
| 1    | Bertrand Traoré  | Gabon (1)    |
| 1    | Blati Touré      | Sénégal (1)  |
| 1    | Steeve Yago      | Cameroun (1) |
| csc  | André Onana      | Cameroun (1) |

### Récompenses individuelles
Edmond Tapsoba et Blati Touré sont retenus dans l'équipe-type de la compétition, tandis que Bertrand Traoré est désigné comme remplaçant de cette sélection de la CAF. Issa Kaboré est quant à lui désigné meilleur jeune joueur.